# Кривобоков, Александр Николаевич
Кривобоков Александр Николаевич (1936, Сталинск — 1987) — советский металлург, горновой Кузнецкого металлургического комбината. Герой Социалистического Труда (1958).

## Биография
Родился в 1936 году в городе Сталинск в семье металлургов. Отец Александра Кривобокова был доменщиком.
С 1952 года начал работать на Кузнецком металлургическом комбинате в доменном цехе. После того, как его отец ушёл на пенсию Александр Николаевич Кривобоков стал бригадиром горновых. В начале 1980-х годов направлялся в командировку на Искендерунский металлургический завод. Являлся наставников для молодёжи. В середине 1980-х годов работал главным горновым доменного цеха. В ходе работы активно участвовал в организации производства. При его участии был изменён график выпусков доменной печи 5, что позволило увеличить производительность на 500 тонн в сутки.
Умер в 1987 году.

## Награды
- Герой социалистического труда (29.03.1982). За успешное выполенение производственных заданий по выпуску продукции, выполнение высоких технико-экономических показателей и проявленную им трудовую доблесть.
- Медаль «Серп и Молот» (29.03.1982);
- два ордена Ленина (19.04.1974), (29.03.1982).
- орден Знак Почёта (30.03.1971).